# Blitzenreute

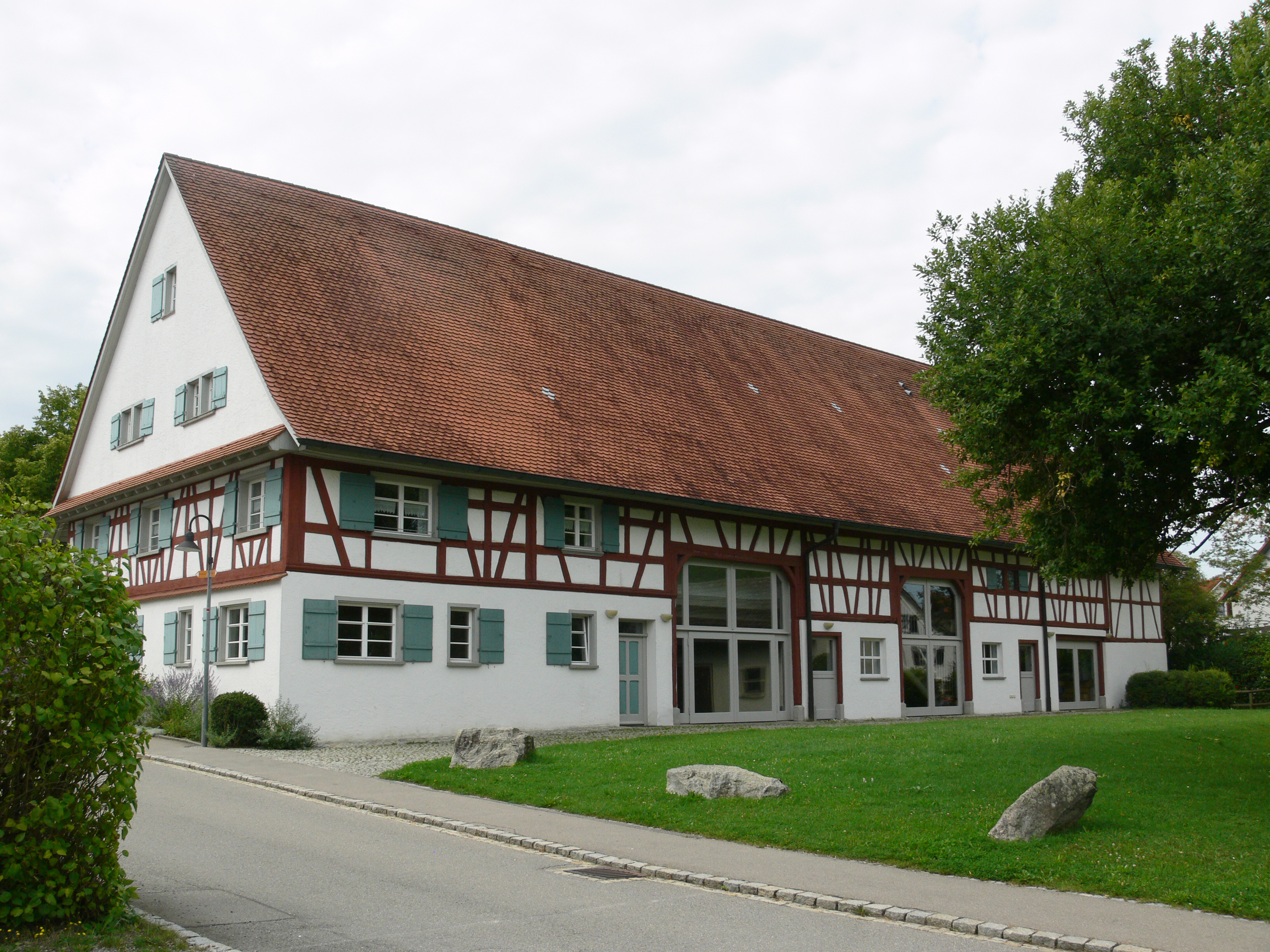
Dorfgemeinschaftshaus

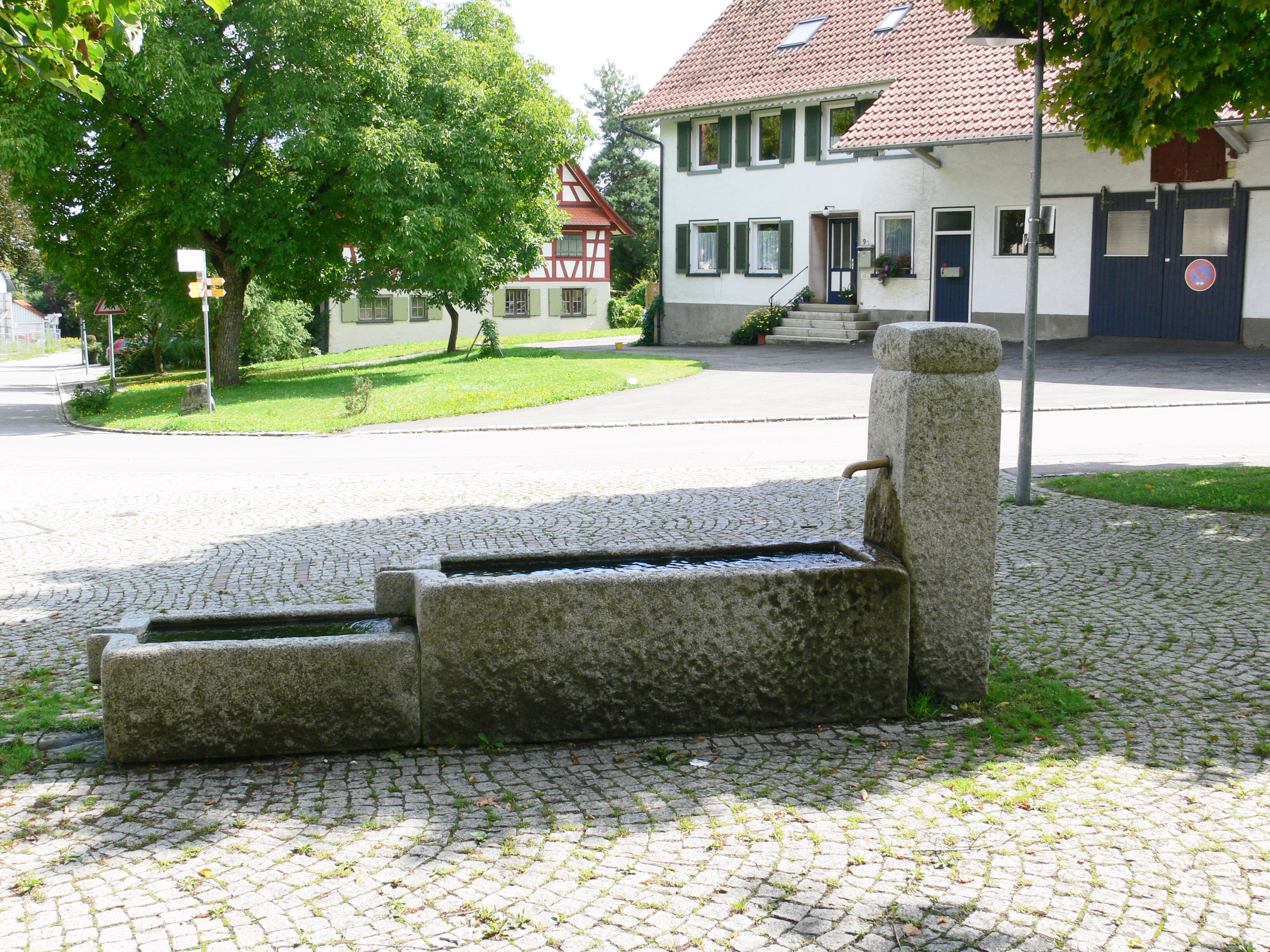
Brunnen am Dorfplatz

Blitzenreute ist ein Ortsteil der baden-württembergischen Gemeinde Fronreute im Landkreis Ravensburg.

## Geschichte
Bereits 1222 gab es die südlich des heutigen Ortes später abgegangene Biegenburg. Um 1264 stiftete Heinrich von Blitzenreute auf der Burg eine Deutschordenskommende. Damals bestand das Gebiet rund um Blitzenreute aus eine Flickenteppich aus Ländereien verschiedener konkurrierender Adelsfamilien. Dies änderte sich durch die Erwerbspolitik des Klosters Weingarten, als dieses am 28. Mai 1404 auch die Biegenburg sowie die dazu gehörigen Güter in Blitzenreute, Staig und Meßhausen kaufte und daraufhin dort ein eigenes Amt errichtete.
Die Gemeinde Blitzenreute wurde 1826 gebildet und umfasste neben den Ortschaften Blitzenreute und Staig die Weiler Baienbach, Buchsee, Eyb, Häge, Hasenried, Meßhausen, Oberes Ried, Oberspringen, Preußenhäusle, Unterspringen und Staudenhof. Bei der Gemeindereform schloss sich diese am 1. September 1972 mit der Gemeinde Fronhofen zur Gemeinde Fronreute zusammen.

## Religionen
Die Ortschaft ist römisch-katholisch geprägt. Blitzenreute hat seit 1696 eine eigene Pfarrei. Zuvor waren die katholischen Einwohner der Gemeinde waren zu Berg eingepfarrt. Das vorherige gotische Kirchengebäude wurde im gleichen Jahr zur katholischen Pfarrkirche Sankt Laurentius vergrößert. 1953 wurde das Kirchenschiff neu gebaut (Turm und Chor des Altbaus blieben erhalten). Evangelische Bewohner gehören zur Evangelischen Kirche Mochenwangen.

## Wirtschaft und Infrastruktur

### Verkehr
Der Ort liegt an B 30 zwischen Weingarten und Altshausen. Er ist mit Buslinien unter anderen mit Ravensburg/Weingarten und Bad Saulgau verbunden.

### Bildung
In Blitzenreute gibt es einen römisch-katholischen Kindergarten und eine Grundschule.

## Persönlichkeiten
- Horst Kalbhenn (1929–2012), Maler und Bildhauer, lebte in Blitzenreute